# 페르시아 영지주의
페르시아의 나스티시즘(Persian Gnosticism) 또는 페르시아의 영지주의는 고대 이란 지역에서 발생하였던 나스티시즘 종교 운동을 지칭하는 낱말로, 이에 속하는 분파 또는 종교로는 만다야교와 마니교가 있다.
- 만다야교: 고대에 발생하여 현재까지 현존하는 유일한 나스티시즘 분파로 급진적 이원론의 세계관을 가진 유일신교이다. 현재 만다야교의 교인은 주로 이라크 남부와 이란의 후제스탄 주에 거주하고 있다.
- 마니교: 예언자 마니에 의해 창시된, 고대 이란 지역의 주요 고대 종교 중의 하나이다. 기원후 3세기부터 7세기까지 존재하였다.

## 같이 보기
- 영지주의